# Nhóm thương
Nhóm thương hay nhóm nhân tử là nhóm thu được bằng cách gộp các phần tử tương tự với nhau của nhóm lớn hơn, dùng quan hệ tương đương để bảo toàn một số cấu trúc của nhóm (phần còn lại của cấu trúc bị "mất đi").  Lấy ví dụ, nhóm cyclic môđun n với phép cộng có thể thu được từ nhóm các số nguyên với phép cộng bằng cách chọn ra lớp các phần tử cách nhau bội của n và định nghĩa cấu trúc nhóm trên các lớp đó. Nhóm thương là một phần của lý thuyết nhóm.
Đối với quan hệ tương đẳng trên nhóm, lớp tương đương của phần tử đơn vị luôn là nhóm con chuẩn tắc của nhóm gốc, và các lớp tương đương khác đều là lớp kề của nhóm con chuẩn tắc đó.  Kết quả thương tìm được ký hiệu là {\displaystyle G\,/\,N}, trong đó {\displaystyle G} là nhóm gốc và  {\displaystyle N} là nhóm con chuẩn tắc.
Hầu như các tính chất các quan trọng của nhóm thương đều đến từ các phép đồng cấu.  Định lý đẳng cấu đầu tiên phát biểu rằng ảnh của bất cứ nhóm G nào dưới phép đồng cấu luôn đẳng cấu với thương của {\displaystyle G}.  Cụ thể hơn, ảnh của {\displaystyle G} dưới phép đồng cấu {\displaystyle \varphi :G\rightarrow H} đẳng cấu {\displaystyle G\,/\,\ker(\varphi )} trong đó {\displaystyle \ker(\varphi )} ký hiệu nhân của {\displaystyle \varphi }.
Thuật ngữ đối ngẫu với nhóm thương là nhóm con, hai nhóm này là cách chính để tạo nhóm nhỏ hơn từ nhóm lớn. Bất kỳ nhóm con chuẩn tắc đều có nhóm thương tương ứng, lấy từ nhóm mẹ bằng cách loại bỏ các phân biệt giữa các phần tử trong nhóm con. Trong lý thuyết phạm trù, nhóm thương là ví dụ của vật thương, đối ngẫu với vật con.

## Định nghĩa và minh họa
Cho nhóm {\displaystyle G} ,nhóm con {\displaystyle H}, và {\displaystyle a\in G}, ta có thể xét lớp kề trái: {\displaystyle aH:=\left\{ah:h\in H\right\}}. lớp kề là lớp của các tập hợp con của một nhóm; Lấy ví dụ, ta có nhóm Abel G của các số nguyên, cùng với phép toán hai ngôi là phép cộng, nhóm con {\displaystyle H} của các số nguyên chẵn. Có chính xác hai lớp kề: {\displaystyle 0+H}, là các số chẵn, và {\displaystyle 1+H}, là các số lẻ (ở đây ta dùng ký hiệu phép cộng cho phép cộng thông thường thay vì phép nhân).
Thường thì đối với nhóm con {\displaystyle H}, ta muốn có một phép toán hai ngôi trên mọi lớp kề khả thi, {\displaystyle \left\{aH:a\in G\right\}}. Điều này chỉ khả thi khi {\displaystyle H} là nhóm con chuẩn tắc, xem dưới. Nhóm con {\displaystyle N} của {\displaystyle G} là nhóm con chuẩn tắc khi và chỉ khi nó thỏa mãn đẳng thức {\displaystyle aN=Na} với mọi {\displaystyle a\in G}. Nhóm con chuẩn tắc của {\displaystyle G} thường được ký hiệu là {\displaystyle N}.

### Định nghĩa
Gọi {\displaystyle N} là nhóm con chuẩn tắc của nhóm {\displaystyle G} . Định nghĩa tập {\displaystyle G\,/\,N} là tập các lớp kề trái của {\displaystyle N} trong {\displaystyle G} . Nghĩa là, {\displaystyle G\,/\,N=\left\{aN:a\in G\right\}}. Bởi phần tử đơn vị {\displaystyle e\in N}, {\displaystyle a\in aN}, ta định nghĩa phép toán hai ngôi trên tập các lớp kề {\displaystyle G\,/\,N}, như sau: Với mỗi {\displaystyle aN} và {\displaystyle bN} thuộc {\displaystyle G\,/\,N}, tích của {\displaystyle aN} và {\displaystyle bN}, {\displaystyle (aN)(bN)}, là {\displaystyle (ab)N}. Điều này chỉ đúng khi {\displaystyle (ab)N} không phụ thuộc vào cách chọn đại diện {\displaystyle a} và {\displaystyle b} của mỗi lớp kề trái {\displaystyle aN} và {\displaystyle bN}. Để chứng minh điều này, giả sử {\displaystyle xN=aN} và {\displaystyle yN=bN} với một số {\displaystyle x,y,a,b\in G}. Khi đó
{\textstyle (ab)N=a(bN)=a(yN)=a(Ny)=(aN)y=(xN)y=x(Ny)=x(yN)=(xy)N}.
Điều này dựa vào yếu tố N là nhóm con chuẩn tắc. Ta vẫn còn phải chứng minh điều này không chỉ đủ mà còn cần thiết để định nghĩa phép toán trên G/N.
Để chứng minh nó cần thiết, xét nhóm con {\displaystyle N} của {\displaystyle G}, ta được cho trước rằng phép toán đã được xác định. Nghĩa là với mọi {\displaystyle xN=aN} và {\displaystyle yN=bN}, và {\displaystyle x,y,a,b\in G,\;(ab)N=(xy)N}.
Đặt {\displaystyle n\in N} và {\displaystyle g\in G}. Bởi {\displaystyle eN=nN},ta có {\displaystyle gN=(eg)N=(eN)(gN)=(nN)(gN)=(ng)N}.
Bây giờ, {\displaystyle gN=(ng)N\Leftrightarrow N=(g^{-1}ng)N\Leftrightarrow g^{-1}ng\in N,\;\forall \,n\in N} và {\displaystyle g\in G}.
Do đó {\displaystyle N} là nhóm con chuẩn tắc của {\displaystyle G} .
Ta có thể kiểm tra lại rằng phép toán này trên {\displaystyle G\,/\,N} luôn kết hợp, {\displaystyle G\,/\,N} có phần tử đơn vị {\displaystyle N}, và nghịch đảo của phần tử {\displaystyle aN} là {\displaystyle a^{-1}N}. Do đó, tập {\displaystyle G\,/\,N} đi cùng với phép toán định nghĩa bởi {\displaystyle (aN)(bN)=(ab)N} tạo thành một nhóm, nhóm thương của {\displaystyle G} bởi {\displaystyle N}.
Bởi tính chuẩn tắc của {\displaystyle N}, lớp kề trái và phải của {\displaystyle N} trong {\displaystyle G} đều như nhau, và do đó, {\displaystyle G\,/\,N} cũng có thể định nghĩa là tập các lớp kề phải của {\displaystyle N} trong {\displaystyle G} .

### Ví dụ: phép cộng modulo 6
Lấy ví dụ, xét nhóm với phép cộng modulo 6: {\displaystyle G=\left\{0,1,2,3,4,5\right\}}. Xét nhóm con {\displaystyle N=\left\{0,3\right\}}, nhóm này chuẩn tắc bởi {\displaystyle G} là nhóm giao hoán. Khi đó, tập các lớp kề trái chứa ba phần tử sau:
{\displaystyle G\,/\,N=\left\{a+N:a\in G\right\}=\left\{\left\{0,3\right\},\left\{1,4\right\},\left\{2,5\right\}\right\}=\left\{0+N,1+N,2+N\right\}}.
Định nghĩa phép toán ở trên biến tập này thành nhóm thương, và nhóm này đẳng cấu với nhóm cyclic cấp 3.

## Lý do cho tên "Nhóm thương"
Lý do {\displaystyle G\,/\,N} được gọi là nhóm thương đến từ phép chia các số nguyên.  Khi chia 12 cho 3 ta được 4, ta có thể nghĩa phép chia này là cách ta nhóm 12 vật thể lại thành 4 họ con, với mỗi họ chứa 3 vật. Nhóm thương cũng lấy ý tưởng từ đó, nhưng thay vì là số thì ta được nhóm và cũng là bởi vì nhóm có nhiều cấu trúc hơn một họ tùy các vật thể.

## Các ví dụ khác

### Số nguyên chẵn và lẻ
Xét nhóm các số nguyên {\displaystyle \mathbb {Z} } (dưới phép cộng) và nhóm con {\displaystyle 2\mathbb {Z} } chứa toàn bộ số chẵn.Đây là nhóm con chuẩn tắc bởi {\displaystyle \mathbb {Z} } giao hoán. Có duy nhất hai lớp kề: tập các số chẵn và tập các số lẻ, do đó nhóm thương {\displaystyle \mathbb {Z} \,/\,2\mathbb {Z} } là nhóm cyclic chứa hai phần tử. Nhóm thương này đẳng cấu với nhóm {\displaystyle \left\{0,1\right\}} cùng với phép cộng modulo 2.

### Phần dư của phép chia số nguyên
Ta tổng quát thêm ví dụ trước. Nhóm mẹ vẫn là nhóm các số nguyên {\displaystyle \mathbb {Z} } dưới phép cộng.  Gọi n là số nguyên dương tùy ý. ta sẽ xét nhóm con {\displaystyle n\mathbb {Z} } của {\displaystyle \mathbb {Z} } chứa toàn bộ bội của {\displaystyle n}. Một lẫn nữa, nhóm con {\displaystyle n\mathbb {Z} } chuẩn tắc là bởi {\displaystyle \mathbb {Z} } giao hoán. Họ các lớp kề là {\displaystyle \left\{n\mathbb {Z} ,1+n\mathbb {Z} ,\;\ldots ,(n-2)+n\mathbb {Z} ,(n-1)+n\mathbb {Z} \right\}}. Số nguyên {\displaystyle k} thuộc về lớp kề {\displaystyle r+n\mathbb {Z} }, trong đó {\displaystyle r} là phần dư khi chia {\displaystyle k} bởi {\displaystyle n}.  Nhóm thương {\displaystyle \mathbb {Z} \,/\,n\mathbb {Z} } có thể được xem là nhóm các "phần dư" modulo {\displaystyle n}. Đây là nhóm cyclic cấp {\displaystyle n}.

### Căn đơn vị

Lớp kề của nhóm căn đơn vị thứ 4 N trong nhóm căn đơn vị thứ 12 G.

Căn đơn vị thứ 12 là tập các số phức nằm trên đường tròn đơn vị và cách đều nhau, tạo thành nhóm nhân giao hoán {\displaystyle G}, như trên hình vẽ là 12 quả cầu đã được tô màu. Xét nhóm con {\displaystyle N} của nó được tạo tự căn đơn vị thứ 4, là các quả cầu được tô đỏ. Nhóm con chuẩn tắc này chia nhóm thành 3 lớp kề, mỗi lớp chứa 1 trong 3 màu đỏ, xanh lá cây và xanh dương. Ta có thể kiểm tra lại rằng các lớp kề tạo thành nhóm có ba phần tử, (tích của màu đỏ với màu xanh lá cây ra xanh dương, nghịch đảo của phần tử xanh lá cây là phần tử màu đỏ, ...). Do đó nhóm thương {\displaystyle G\,/\,N} là nhóm 3 màu sắc, đồng thời là nhóm cyclic cấp 3.

### Ma trận của các số thực
Nếu {\displaystyle G} là nhóm các ma trận khả nghịch thực kích thước {\displaystyle 3\times 3} ,và {\displaystyle N} nhóm con của các ma trận kích thước {\displaystyle 3\times 3} có định thức bằng 1, thì {\displaystyle N} chuẩn tắc trong {\displaystyle G} (bởi nó là hạt nhân của đồng cấu định thức). lớp kề của {\displaystyle N} là tập các ma trận với định thức cho trước, do đó {\displaystyle G\,/\,N} đẳng cấu nhóm nhân các số thực khác không . Nhóm {\displaystyle N} được gọi là nhóm tuyến tính đặc biệt {\displaystyle {\mbox{SL}}(3)}.

### Nhóm nhân các số nguyên
Xét nhóm nhân {\displaystyle G=(\mathbb {Z} _{n^{2}})^{\times }}. Tập {\displaystyle N} của các phần dư thứ {\displaystyle n} là nhóm con đẳng cấu với {\displaystyle (\mathbb {Z} _{n})^{\times }}. Khi đó {\displaystyle N} chuẩn tắc trong {\displaystyle G} và nhóm thương {\displaystyle G\,/\,N} có các lớp kề {\displaystyle N,(1+n)N,(1+n)2N,\;\ldots ,(1+n)n-1N}. Hệ mã hóa Paillier dựa trên giả thuyết rằng ta khó có thể xác định được lớp kề của một phần tử ngẫu nhiên thuộc {\displaystyle G} nếu không biết phân tích thừa số nguyên tố của {\displaystyle n}.

## Các tính chất
Nhóm thương {\displaystyle G\,/\,G} đẳng cấu với nhóm tầm thường (nhóm chỉ chứa một phần tử), và {\displaystyle G\,/\,\left\{e\right\}} đẳng cấu với {\displaystyle G}.
Cấp của {\displaystyle G\,/\,N}, định nghĩa là các số phần tử trong nhóm, bằng với {\displaystyle \vert G:N\vert }, chỉ số của {\displaystyle N} trong {\displaystyle G}. Nếu {\displaystyle G} hữu hạn, chỉ số này bằng với cấp của {\displaystyle G} chia cho cấp của {\displaystyle N}. Tập {\displaystyle G\,/\,N} có thể hữu hạn dù {\displaystyle G} và {\displaystyle N} vô hạn (lấy ví dụ, {\displaystyle \mathbb {Z} \,/\,2\mathbb {Z} }).
Có đồng cấu nhóm "tự nhiên" có tính toán ánh {\displaystyle \pi :G\rightarrow G\,/\,N}, gửi mỗi phần tử {\displaystyle g} thuộc {\displaystyle G} sang lớp kề của {\displaystyle N} mà {\displaystyle g} thuộc về, nghĩa là: {\displaystyle \pi (g)=gN}. Ánh xạ {\displaystyle \pi } đôi khi được gọi là phép chiếu chính tắc của {\displaystyle G} trên {\displaystyle G\,/\,N}. Hạt nhân của nó là {\displaystyle N}.
Có song ánh giữa các nhóm con của {\displaystyle G} chứa {\displaystyle N} và các nhóm con của {\displaystyle G\,/\,N}; nếu {\displaystyle H} là nhóm con của {\displaystyle G} chứa {\displaystyle N}, thì nhóm con tương ứng của {\displaystyle G\,/\,N} là {\displaystyle \pi (H)}. Quan hệ này đúng với cả các nhóm con chuẩn tắc của{\displaystyle G} và {\displaystyle G\,/\,N}và được chuẩn hóa trọng định lý dàn.
Một số tính chất quan trọng khác của nhóm thương nằm trong định lý cơ bản trên các đồng cấu và các định lý đẳng cấu.
Nếu {\displaystyle G} giao hoán, luỹ linh, giải được, cyclic hoặc hữu hạn sinh thì {\displaystyle G\,/\,N} cũng vậy.
Nếu {\displaystyle H} là nhóm con của nhóm hữu hạn {\displaystyle G}, và cấp của {\displaystyle H} bằng một nửa của {\displaystyle G}, thì {\displaystyle H} đảm bảo là nhóm con chuẩn tắc, do vậy tồn tại nhóm {\displaystyle G\,/\,H} và nhóm đó đẳng cấu với {\displaystyle C_{2}}.  Kết quả này có thể phát biểu thành "mọi nhóm con có chỉ số bằng hai đều chuẩn tắc", và thậm chí nó còn áp dụng cho cả nhóm vô hạn. Hơn nữa, nếu số nguyên tố {\displaystyle p} là ước nguyên tố nhỏ nhất của cấp của nhóm hữu hạn {\displaystyle G}, thì nếu {\displaystyle G\,/\,H} có cấp {\displaystyle p}, {\displaystyle H} phải là nhóm con chuẩn tắc của {\displaystyle G}.
Cho nhóm {\displaystyle G} và nhóm con chuẩn tắc {\displaystyle N}, khi đó {\displaystyle G} là mở rộng nhóm của {\displaystyle G\,/\,N} bởi {\displaystyle N}. Ta có thể tự hỏi rằng mở rộng này là tầm thường hay phân tích được; nói cách khác, ta muốn biết xem liệu {\displaystyle G} có là tích trực tiếp hay nửa trực tiếp của {\displaystyle N} và {\displaystyle G\,/\,N}. Đây là trường hợp đặc biệt của bài toán mở rộng. Một ví dụ mà mở rộng nhóm không tách ra được là như sau: Đặt {\displaystyle G=\mathbb {Z} _{4}=\left\{0,1,2,3\right\}}, và {\displaystyle N=\left\{0,2\right\}}, {\displaystyle N} đẳng cấu với {\displaystyle \mathbb {Z} _{2}}. Khi đó {\displaystyle G\,/\,N} cũng đẳng cấu với {\displaystyle \mathbb {Z} _{2}}. Song {\displaystyle \mathbb {Z} _{2}} chỉ có duy nhất một tự đẳng cấu tầm thường, nên tích nửa trực tiếp duy nhất của {\displaystyle N} và {\displaystyle G\,/\,N} là tích trực tiếp. Bởi {\displaystyle \mathbb {Z} _{4}} khác cấu trúc với {\displaystyle \mathbb {Z} _{2}\times \mathbb {Z} _{2}}, ta có thể kết luận rằng {\displaystyle G} không phải tích nửa trực tiếp của {\displaystyle N} và {\displaystyle G\,/\,N}